# Vosseparkwijk
De Vosseparkwijk/Westerparkwijk officieel Vossepark is een buurt in de stad Leeuwarden in de Nederlandse provincie Friesland. De buurt is grotendeels in de jaren 30 van de twintigste eeuw gebouwd en het is een van de rijkere wijken van Leeuwarden. De buurt heeft zo'n 4.000 inwoners. Het ligt in de wijk Vossepark & Helicon.

## Geschiedenis

### Voor 1872
Voor 1872 kon men naar het westen het oog vrij laten gaan over de verre onafzienbare weiden; het zicht werd slechts belemmerd door enkele opstallen en wegen in de ingepolderde Middelzee. De huidige noordgrens van de Vosseparkwijk, de Harlingerstraatweg, bestond reeds. De weg is 1842 in gebruik en genomen en diende naast dat het werd gebruikt als verbinding met de West-Friese steden Franeker en Harlinger als harddraversbaan.
Op het eindpunt van de baan werd in 1864 een villa gebouwd met de toepasselijke naam Baen's Ein (Einde van de Baan). Een van de tegenwoordige hoekpanden van de Harlingerstraatweg en de Westerparkstraat draagt de naam "De Start", die ook verwijst naar deze renbaan.

### 1872 tot 1905
Naast het park (zie tussenkopje hieronder) zijn er nog een aantal in het oog springende veranderingen met de situatie van 1872: een tramlijn, enkele straten met bebouwing en een sportterrein.

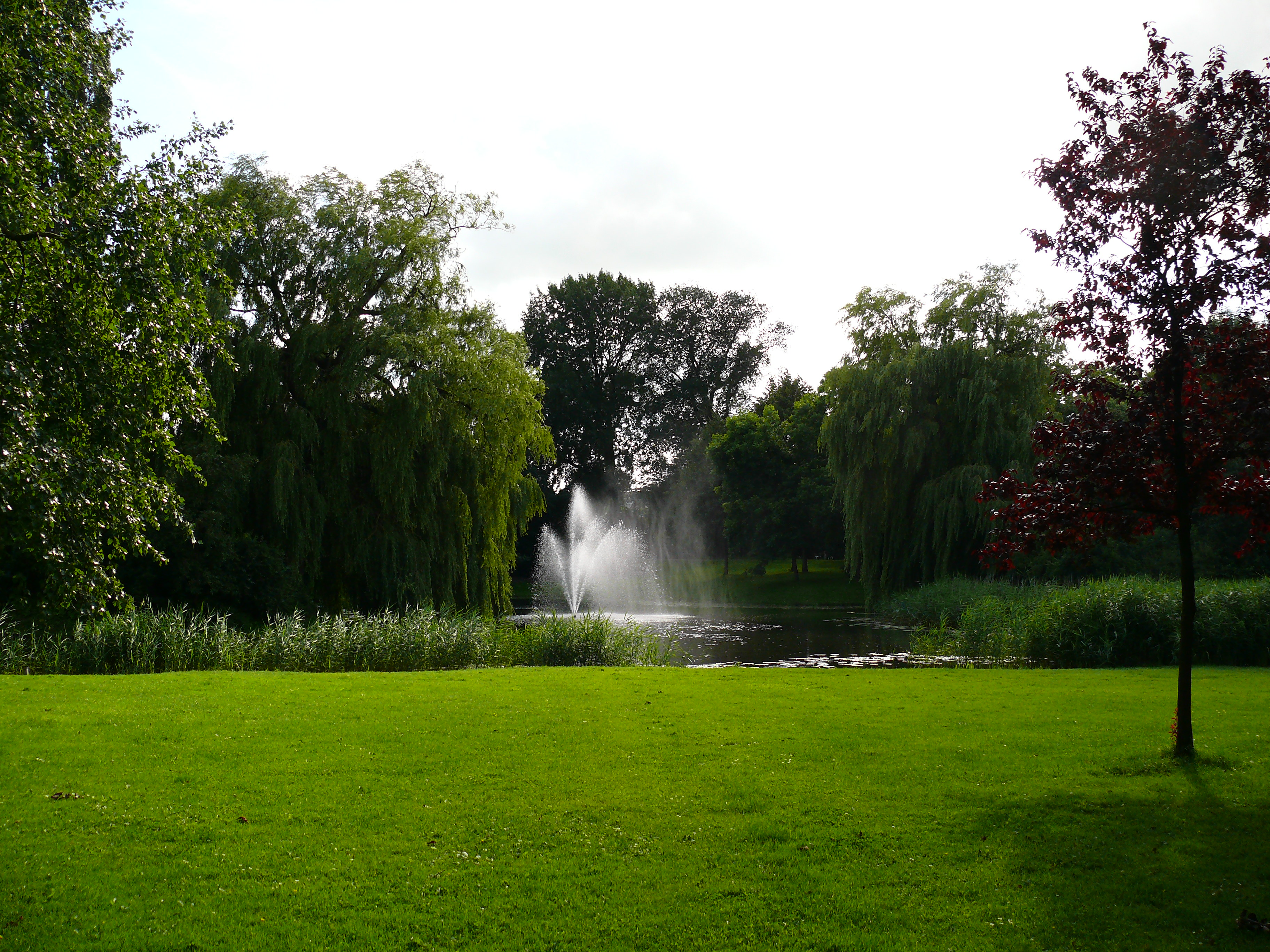
Het Vossepark, Leeuwarden

#### Westerpark
In 1872 kocht de gemeente 3 hectare grond aan op de plaats waar later de Nieuwe Stadsvijver zou komen. In opdracht van het stadsbestuur werd een zoetwatervijver gegraven in een poging de kwali- en kwantiteit van het water voor de stad te verbeteren. In 1875 werd het park opengesteld voor waterhalers. De hoge taluds om de omgeving werden beplant tot park. De naam lag voor de hand: Westerpark. Door inwoners van de stad wordt het park echter meestal Vossepark genoemd.
Het park, ontworpen door G.L.Vlaskamp, heeft een landschapsstijl inrichting. Kenmerkend daarvoor zijn onder andere de glooiende hellingen en de lange kronkelende vijvervorm. In 1926 werd het park heringericht.

#### Tramweg & Stratenaanbouw

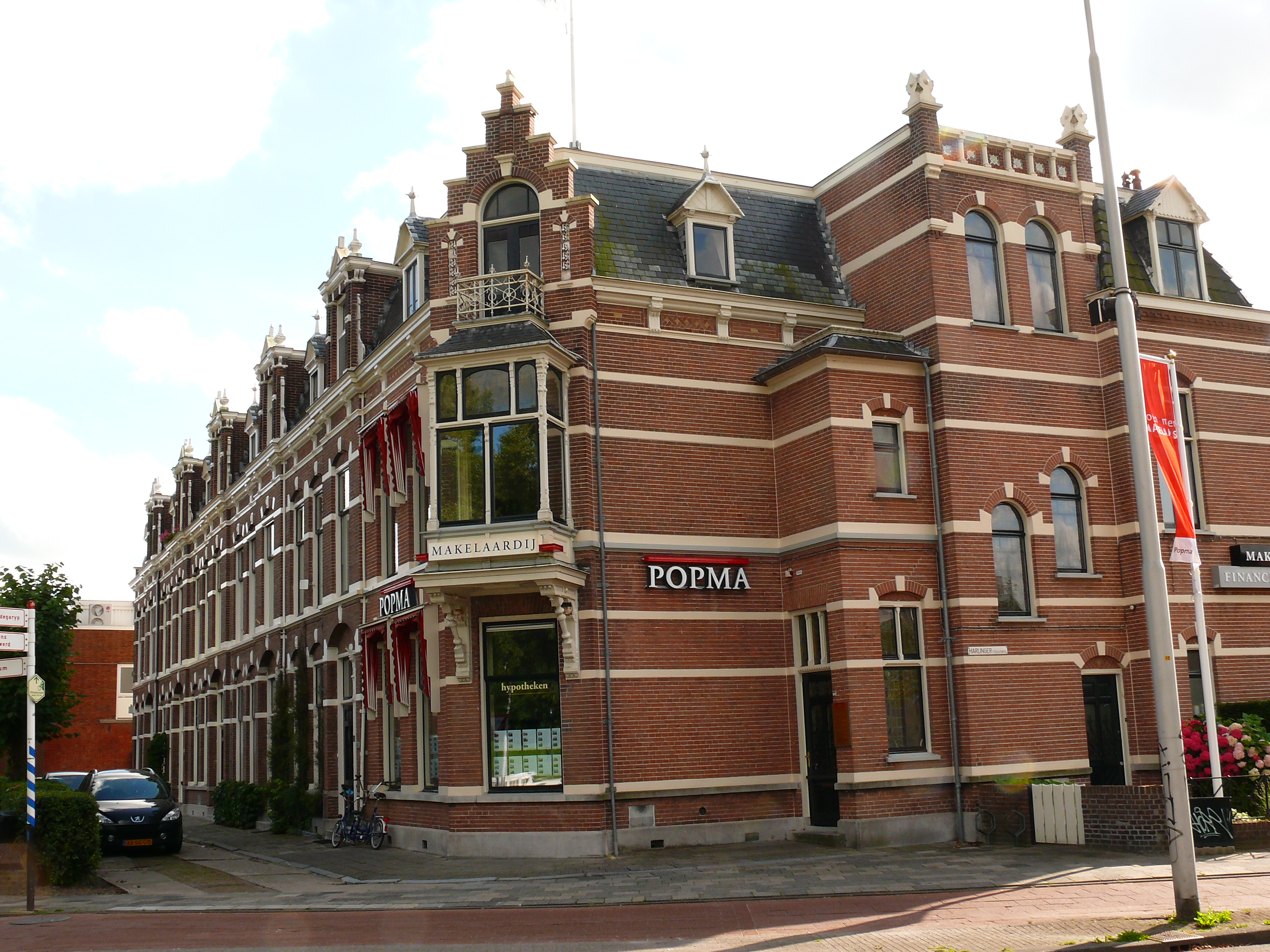
Blok met etagewoningen en een herenhuis aan de Harlingersingel, Leeuwarden

De in 1900 aangelegde tramweg was een de belangrijkste ruimtelijke ingreep. De beginhalte lag bij het Stationsplein. Via de Verlaatsbrug ging het tracé in noordelijke richting, voor de stadsvijver langs en dan over de Harlingersingel naar de Harlingerstraatweg. Van daar liep de lijn door naar Marssum en verder naar het Bildt.
Nadat de tramlijn was aangelegd verkocht de Tramwegmaatschappij een stuk grond nabij de Verlaatsbrug tussen het tramspoor en de Westersingel aan de steenfabrikant en bouwondernemer Van der Meij. Deze kwam in 1902 met het plan tot aanleg van een straat. Deze straat met een gebogen vorm, het gevolg van het beloop van het tramspoor erachter, werd vernoemd naar de dochter van de ondernemer: Elisabeth.
Naast de Elisabethstraat werden er meer straten aangelegd, zoals de Harlingerstraat en Tramstraat die in 1903 werden volgebouwd met koopwoningen. Een opvallende rij woningen valt te vinden op de hoek van Harlingersingel en de Harlingerstraatweg. In 1898 liet de eigenaar van herberg De Groene Weide, H.J. Alberts, deze woningen bouwen. De herenhuizen die behoren tot de etagebouw wijken terug uit de rooilijn. Ook verrezen er diverse woningen aan de Harlingerstraatweg.

#### Wilhelminabaan
Begin deze eeuw werd door de Friesche Sportclub een stuk grond aangekocht aan de Harlingertrekweg, waar nu de ING gevestigd is. De Wilhelminabaan werd het decor van harddraverijen. Overigens hebben er tot begin jaren zestig tal van andere activiteiten plaatsgevonden: sportdagen, vliegdemonstraties, windhondenrennen en dergelijke Zo werd in 1949 ter ere van het 70-jarig bestaan van het Fries Paardenstamboek een tentoonstelling georganiseerd en paardenkeuringen gehouden. Ook commerciële tentoonstellingen werden er georganiseerd. Vroom & Dreesmann heeft er nog enige tijd een verkoopplaats van kampeerartikelen gehad.
Langs de aan de Wilhelminabaan grenzende Harlingertrekweg kwamen in deze periode enkele grote graanpakhuizen tot stand. De Fortuna werd in 1902 gebouwd; een van de eerste betongebouwen van Nederland.

## Beschrijving

### Ligging
De buurt is gelegen aan de westzijde van de Binnenstad, tussen de Vogelwijk aan de noordzijde en de Harlingervaart aan de zuidzijde. De buurt ligt ook aan de grote invalsweg uit het Westen, de Harlingerstraatweg en aan het Europaplein.

### Straten
Een lijst van straten, met naamsverklaring, in de Vosseparkwijk, op datum.

#### Buurt ten zuiden van de Harlingerstraatweg
| Naam                                                                        | Datum            | Naamsverklaring |
| --------------------------------------------------------------------------- | ---------------- | --- |
| Fonteinstraat                                                               | 11 november 1920 | Naar de ter plaatse bestaan hebbende Fonteinsloot; bedoelde fontein was een pomp t.b.v de brouwers. |
| Engelschestraat (nu: Engelsestraat)                                         | 11 november 1920 | 'Als herinnering aan het korte verblijf in de barakken aldaar gedurende den Europeeschen oorlog van Engelsche krijgsgevangenen'. Diverse woningen zijn rijksmonument. |
| Engelscheplein (nu: Engelseplein)                                           | 14 april 1921    | Zie verklaring 'Engelsestraat'. |
| Beetgumer~, Bildtse~, Deinumer~, Franeker~, Marssumer~ en Menaldumerstraat. | 14 april 1921    | Andere straten zijn vernoemd naar plaatsen of gemeente die (in de meeste gevallen) in het verlengde van de desbetreffende straat liggen. De vernoemde plaatsen liggen vrijwel zonder uitzondering in de noodwesthoek van Friesland en zijn via de 'Harlingerstraatweg' te bereiken. Diverse woonblokken werden door de architect Doeke Meintema ontworpen en zijn rijksmonument. |
| Engelumerstraat                                                             | 28 april 1921    | Richting naar Engelum. |
| Molenstraat                                                                 | 30 mei 1924      | Naar de 1919 afgebroken molen Het Lam aan de Westersingel |
| Westerparkstraat                                                            | 12 mei 1927      | Naar het ronde de v.m. 2e stedelijke verswatervijver (van 1874) aangelegde park. |
| Dronrijper~, Midlumer~ en Wijnaldumerstraat                                 | 12 mei 1927      | Richtingen naar Dronrijp, Midlum en Wijnaldum. |
| Beetgumerdwarsstraat                                                        | 30 juni 1927     | Richting naar Beetgum. |
| Achlumerstraat en Sexbierumerstraat                                         | 4 juli 1929      | Richtingen naar Achlum en Sexbierum. |
| Schalsumerstraat                                                            | 28 mei 1931      | Richting naar Schalsum. |
| Arumerstraat                                                                | 14 mei 1935      | Richting naar Arum. |
| Harlingerplein (sinds 4 januari 1958): Europaplein                          | 27 mei 1937      | Richting naar Harlingen. |
| Mantgumerstraat                                                             | 1 april 1968     | Richting naar Mantgum. |

#### Buurt ten zuiden en westen van de Fonteinstraat,Dichterswijk
| Naam | Datum           | Naamsverklaring |
| --- | --------------- | --- |
| Elisabethstraat | 25 oktober 1902 | Nadat de aanleg van de tramlijn verkocht de Tramwegmaatschappij het stuk grond tussen het tramspoor en de Westersingel aan de steenfabrikant en bouwondernemer Van der Meij. Deze kwam met het plan tot aanleg van een straat. Deze straat met een gebogen vorm, het gevolg van het beloop van het tramspoor erachter, noemde naar zijn dochter: Elisabeth. |
| Harlingerstraat en Tramstraat                                                                                              | 14 mei 1904     | Respectievelijk naar de stad Harlingen en het tramspoor dat destijds langs de straat liep. |
| Pier Panderstraat | 3 oktober 1929  | Naar de tien jaar daarvoor overleden kunstenaar en medailleur Pier Pander (1864 - 1919). Werken van hem zijn onder andere te zien in het Pier Pandertempeltje aan de Noorderplantage en het Pier Pandermuseum in de Prinsentuin in Leeuwarden. |
| Vondelstraat | 4 oktober 1928  | Naar de beroemde dichter en toneelschrijver Joost van den Vondel (1587-1679). |
| Jacob Catsstraat | 20 oktober 1934 | Naar de beroemde dichter, jurist en politicus Jacob Cats (1577-1660). |
| Brederostraat | 14 maart 1935   | Naar de beroemde dichter en toneelschrijver Gerbrand Adriaensz. Bredero (1585-1618). (Vernoemd naar aanleiding van de 350e herdenking van zijn geboorte) |
| Anna Bijns~, Coornhert, P.C.Hooft~, Marnix~, Roemer Visscher~, Ruusbroec en Spielghelstraat.                               | 9 januari 1936  | Naar de beroemde dichters en schrijvers Anna Bijns (1493-1575), Dirck Volkertsz. Coornhert (1522-1590), Pieter Cornelisz. Hooft (1581-1647), Filips van Marnix van Sint-Aldegonde (1540-1598), Roemer Visscher (1547-1620), Jan van Ruusbroec (1293-1381) en Hendrik Laurensz. Spiegel (1549-1612).                                                         |
| Heliconweg | 27 mei 1937     | De Helicon (Ελικών), is een berg in Boeotië (Νομός Βοιωτίας) in Griekenland. In de oudheid was deze gewijd aan Apollo en werd beschouwd als het heiligdom der muzen. |
| Aagje Deken~, Bilderdijk, Elisabeth Wolff~, Helmers~, van Lennep~, Pieter Langendijk~, Potgieter~ en Rhijnvis Feithstraat. | 27 mei 1937     | Naar de beroemde dichters en schrijvers Aagje Deken (1741-1804), Willem Bilderdijk (1756-1831), Elisabeth Wolff (1738-1804), Jan Frederik Helmers (1767-1813), Jacob van Lennep (1802-1868), Pieter Langendijk (1683-1756), Everhardus Johannes Potgieter (1808-1875)) en Rhijnvis Feith (1753-1824)                                                        |
| Nicolaas Beets~, Revius~ en Tesselschadestraat.                                                                            | 30 januari 1956 | Naar de beroemde dichters en schrijvers Nicolaas Beets (1814-1903), Jacobus Revius (1586-1658) en de dochter van Roemer Visscher, Maria Tesselschade Roemers Visscher (1594-1649) |
| Jacob Catsplein | 8 november 1961 | Naar de beroemde dichter, jurist en politicus Jacob Cats (1577-1660). |

## Onderwijs

### Basisscholen
In de wijk bevinden zich twee basisscholen, namelijk
- O.B.S. De Vosseburcht (openbaar)

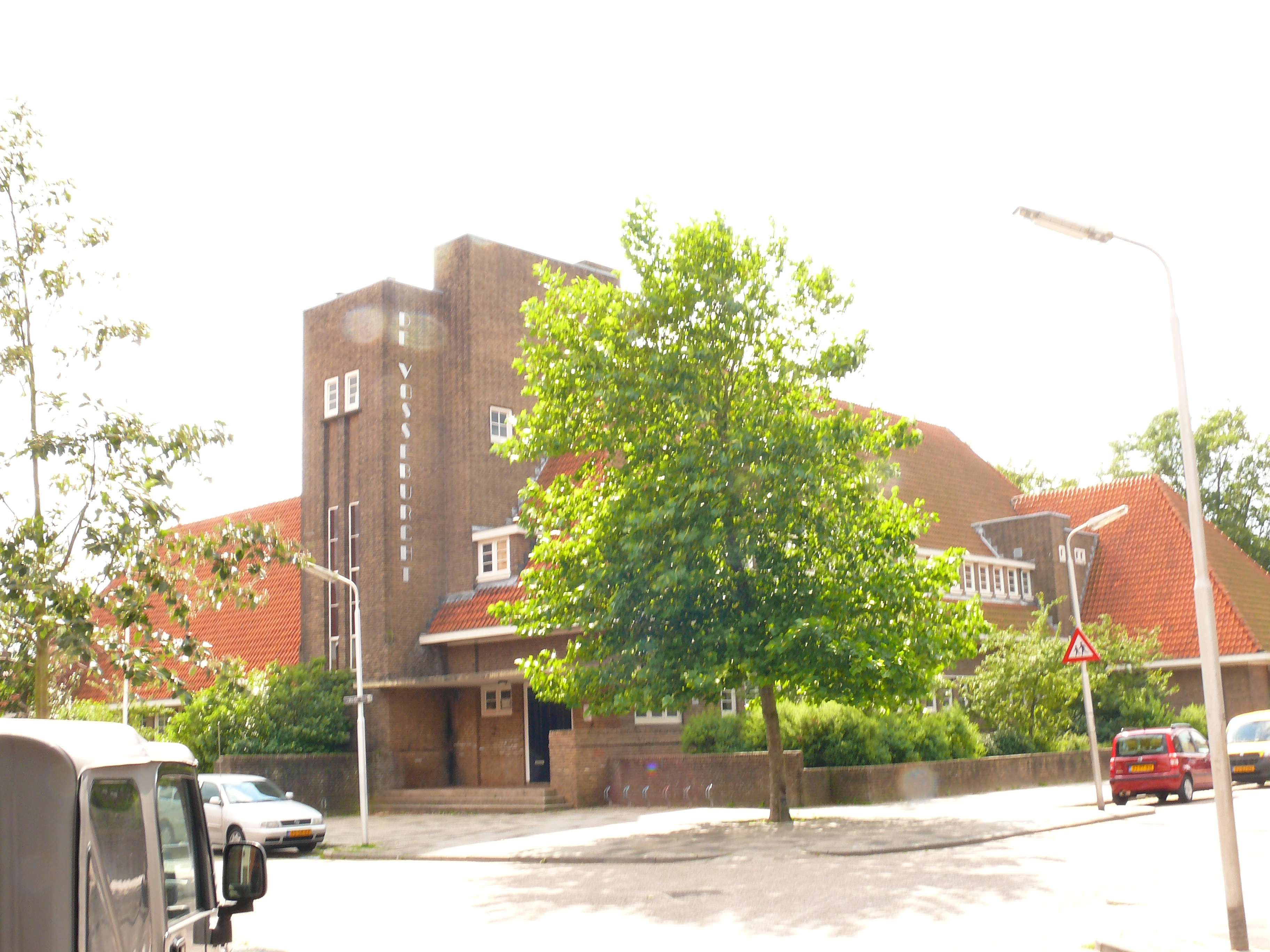
O.B.S. de Vosseburcht

- Koningin Wilhelminaschool (confessioneel)

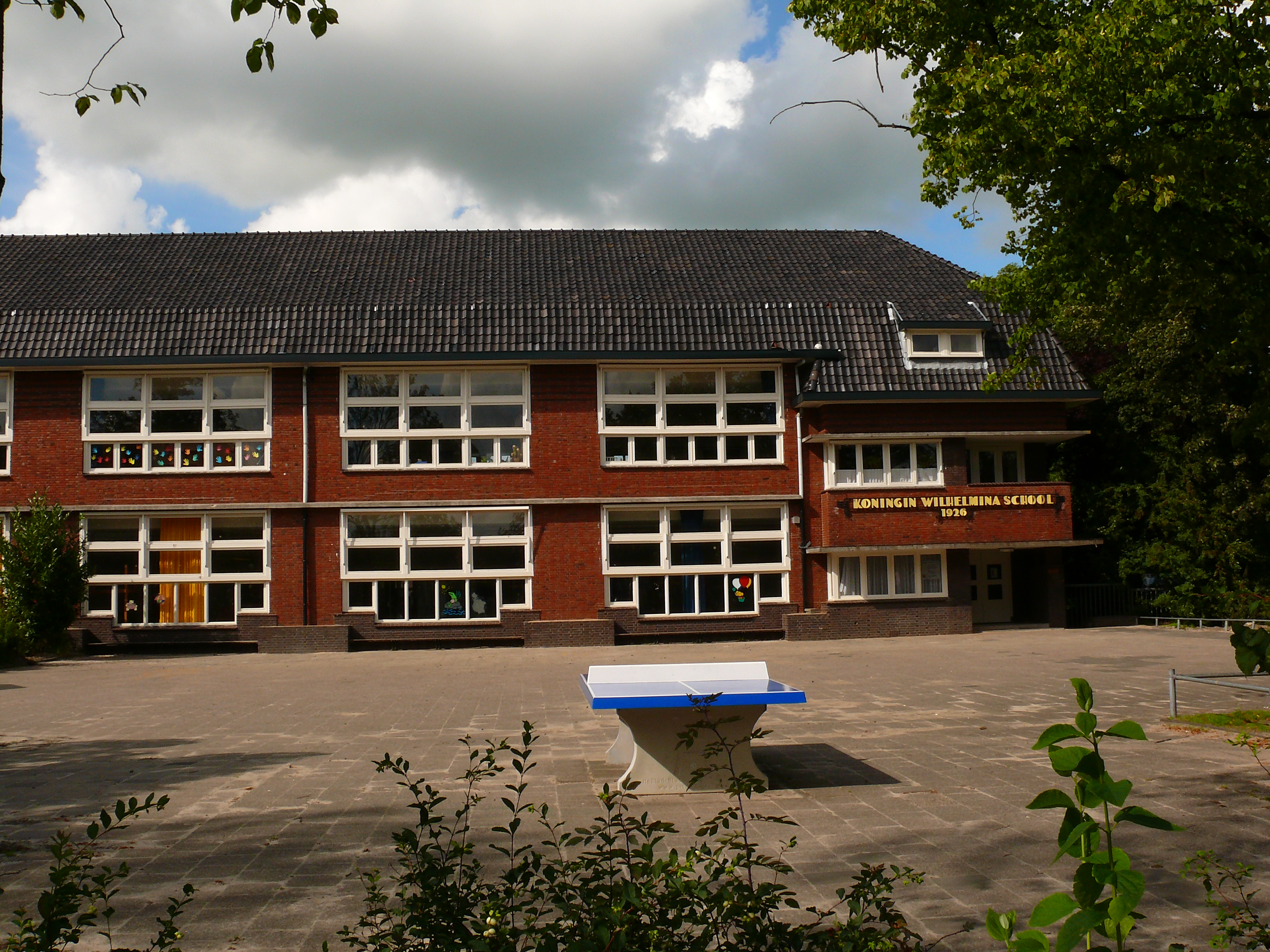
Koningin Wilhelminaschool

#### O.B.S. De Vosseburcht
De school werd op 7 december 1929 officieel geopend, onder de naam School 16. Later werd de naam veranderd in Coornhertschool.
In september 1991 kwam de fusie tot stand met de Leeuwerikschool (School 15). Er is even sprake van geweest dat het gebouw zou worden gesloopt. De school is in de periode september-december 1992 echter verbouwd. Aan ouders en leerlingen vroeg men om na te denken over een nieuwe naam. De naam die als beste uit de bus kwam was De Vosseburcht.
Kinderen en leerkrachten konden in januari 1993 gezamenlijk starten in een gerestaureerde school, na een periode van vestiging op veel verschillende tijdelijke locaties (9 in totaal). De school heeft vanaf het seizoen 1991/1992 onderwijs geboden aan asielzoekers-kinderen, die dagelijks met busjes werden vervoerd. Ze kregen onderwijs van een speciaal aangetrokken onderwijzer in een klas in de bovenbouw. Na de verbouwing zijn deze kinderen niet meer teruggekomen, zij volgen nu onderwijs aan de Brandemeer.

### Technische school
Gelegen aan de Molenstraat ligt de vooroorlogse oude HTS. Het schoolgebouw heeft in het verleden onderdak geboden aan de MTS, HTS, Leraren opleiding Ubbo Emmius, de HEAO en recent de Thorbecke Academie en de NHL (als dependance).
Na jaren leegstand en een grondige verbouwing wordt het gebouw bewoond. Omgedoopt tot Wilhelminastate doet het gebouw nu dienst als appartementencomplex. Bij renovatie zijn oude elementen zoals het glas-in-lood boven de ingang en het prachtige hek behouden gebleven.

### NHL
Aan de Tesselschadestraat gelegen lag de NHL Hogeschool, afgekort NHL.

## Religie

### Dominicuskerk
De vooroorlogse wijk herbergt een aantal opvallende gebouwen, waarvan de Dominicuskerk het meest prominent is. De rooms-katholieke kerk die 70 meter hoog is ligt aan de Harlingerstraat. Het is nog onduidelijk voor hoelang, want de katholieke gemeenschap in Leeuwarden heeft te maken met een sterke afname van het aantal praktiserende gelovigen en er wordt overwogen de kerk de sluiten.
Voor de liefhebbers van de Nederlandse literatuur: op 26 juni 1964 vond in deze kerk de uitvaartdienst plaats van Havank, pseudoniem voor de Leeuwarder schrijver Hendrikus van der Kallen.

## Kerncijfers(2001)[7]
- Oppervlakte

|        | Vosseparkwijk-Kerngebied | Dichterswijk/Frieslandhal | Harlingervaart | Totaal |
| ------ | ------------------------ | ------------------------- | -------------- | ------ |
| Totaal | 51                       | 25                        | 39             | 115 ha |
| Land   | 50                       | 24                        | 36             | 110    |
| Water  | 1                        | 1                         | 3              | 5      |

- Inwoners I

|          | Vosseparkwijk-Kerngebied | Dichterswijk/Frieslandhal | Harlingervaart | Totaal |
| -------- | ------------------------ | ------------------------- | -------------- | ------ |
| Inwoners | 3.360                    | 520                       | 50             | 3.920  |
| Mannen   | 1.620                    | 250                       | 40             | 1.910  |
| Vrouwen  | 1.740                    | 270                       | 10             | 2.020  |

- Inwoners II

|                               | Vosseparkwijk-Kerngebied | Dichterswijk/Frieslandhal | Harlingervaart | Gemiddelde |
| ----------------------------- | ------------------------ | ------------------------- | -------------- | ---------- |
| Omgevingsadressendichtheid    | 2.320                    | 1.660                     | 1.748          | 1.909      |
| Bevolkingsdichtheid           | 6.732                    | 2.162                     | 97             | 3.409      |
| Niet-westerse allochtonen (%) | 2 %                      | 1 %                       | Geen gegevens  | 2 % (1,87) |

- Leeftijdsklasse

|                                     | Vosseparkwijk-Kerngebied      | Dichterswijk/Frieslandhal    | Harlingervaart  | Gemiddelde                                                             |
| ----------------------------------- | ----------------------------- | ---------------------------- | --------------- | ---------------------------------------------------------------------- |
| - >14 - 15/24 - 25/44 - 45/64 - 65< | - 19% - 12% - 31% - 23% - 15% | - 15% - 9% - 25% - 28% - 23% | - Geen gegevens | - 18 % (18,46) - 12 % (11,6) - 30 % (30,2) - 24 % (23,7) - 16 % (16,1) |

- Particuliere huishoudens

|                                                                   | Vosseparkwijk-Kerngebied           | Dichterswijk/Frieslandhal        | Harlingervaart                  | Totaal/Gemiddelde                                |
| ----------------------------------------------------------------- | ---------------------------------- | -------------------------------- | ------------------------------- | ------------------------------------------------ |
| - aantal - grootte - eenpersoons - zonder kinderen - met kinderen | - 1.610 - 2,0 - 40 % - 31 % - 29 % | - 250 - 2,0 - 38 % - 33 % - 29 % | - 20 - 2,0 - 40 % - 31 % - 29 % | - 1.880 - 2,0 - 40 % (39,7) - 31 % (31,3) - 29 % |

- Besteedbaar inkomen

|                                                           | Vosseparkwijk-Kerngebied               | Dichterswijk/Frieslandhal       | Harlingervaart  | Totaal/Gemiddelde                             |
| --------------------------------------------------------- | -------------------------------------- | ------------------------------- | --------------- | --------------------------------------------- |
| - per inwoner - per ontvanger - laag - hoog - niet actief | - 11.300 - 16.500 - 37 % - 23 % - 15 % | - 13.300 - 18.100 - 37 % - 27 % | - Geen gegevens | - 11.569 - 16.715 - 37 % - 24 % (23,5) - 15 % |

NB: al deze gegevens dateren uit onderzoek in 2001, ze kunnen inmiddels (drastisch) veranderd zijn.